# 平措尼珍
平措尼珍（Phuntsog Nyidron），西藏人，生于1967年，藏传佛教女僧人（即尼姑），被西藏流亡政府称为是服刑期最长的西藏女政治犯。
- 1989年10月24日，平措尼珍前往拉萨示威，被中国司法机关以“反革命宣傳煽動罪”的罪名判处8年有期徒刑。一般认为这个罪名具有政治用意，被关押者属于良心犯。
- 1993年，因平措尼珍服刑期间与其它囚犯在狱中歌颂独立分子的祈祷歌曲录音带外泄，被中国司法机关加刑8年，共需服刑16年。平措尼珍和这些同案的女囚犯被国际社会称为“歌唱尼姑”。
- 1995年，在狱中获日内瓦人权奖，由西藏流亡政府的代表代领。
- 2004年2月24日，平措尼珍被提前释放。她也是当时最后一名获释的藏族尼姑。平措尼珍被释放后仍被政府严密监视，行动自由有限制，申请护照出国也未获批准。
- 2006年3月，在中国国家主席胡锦涛正式访问美国前，平措尼珍在美国对话基金会协助下，获得中国政府特许，赴美国保外就医